# 龙布镇
龙布镇，是中华人民共和国江西省赣州市安远县下辖的一个乡镇级行政单位。

## 行政区划
龙布镇下辖以下地区：
龙布镇社区、上林村、龙布村、老圩村、五丰村、阳光村、中邦村、迳背村、新村村和金塘村。